# 九章算术
《九章算术》九卷，是現存最早的中國古代数学著作之一，《算经十书》中最重要的一种。其作者不可考。後集成書約於公元前100年，匯集了周朝以來的古代數學知識，由西漢張蒼彙整。《九章算術》是人類科學史上應用數學的「算經之首」，也是中國古代算法的扛鼎之作，更是一部與《幾何原本》並列為世界兩大數學體系的代表作。全書總共九章，分為二百四十六題二百零二術數學題，並提供其解法，這些算法要比歐洲同類算法早1500多年，對世界數學發展產生了重要影響。

## 歷史
根据研究，西汉的张苍、耿寿昌曾经做过增补和整理，其时大体已成定本。其基本内容在西汉后期已经基本定型。九章算术将书中的所有数学问题分为九大类，就是“九章”。
1984年，在湖北出土了《算数书》书简。据考证，它比《九章算术》要早一个半世纪以上，书中有些内容和《九章算术》非常相似，一些内容的文句也基本相同。有人推测两书具有某些继承关系，但也有不同的看法认为《九章算术》没有直接受到《算数书》影响。
由於《九章算術》中只是列出了例子及一般的算法，卻很少有任何解釋和說明，所以有很多人曾為《九章算術》作注，提出了簡括的證明，證明了一些算法的正確性。較為著名的有在三国时期魏元帝景元四年（263年），刘徽为《九章》作注，加上自己的心得体会，使其便于被了解，而可以流传下来。唐代李淳风又重新做注（656年），《算经十书》之一，也是国子监算学馆的教材和明算科的考试项目。

## 体例
《九章算术》共收有246个数学问题，分为九大类，在一个或几个问题之后，列出这个问题的解法。
1. 方田章：主要是田亩面积的计算和分数的计算，是世界上最早对分数进行系统叙述的著作[5]。
2. 粟米章：主要是粮食交易的计算方法，其中涉及许多比例问题[5]。
3. 衰分章：主要内容为分配比例的算法[5]。
4. 少广章：主要讲开平方和开立方的方法[5]。
5. 商功章：主要是土石方和用工量等工程数学问题，以体积的计算为主[5]。
6. 均输章：计算税收等更加复杂的比例问题[5]。
7. 盈不足章：双设法的问题[5]。[6]
8. 章：主要是联立一次方程组的解法和正负数的加减法，在世界数学史上是第一次出现[5]。
9. 勾股章：勾股 定理，當時社會生活應用，即300年後出現之勾股定理其应用[5]。

## 內容

### 實數系統
《九章算术》對自然數即正整數及其運算沒有給予論述，但卻加以廣泛應用，以自然數的基礎上編寫。雖然不是論述分數的專書，但是對於分數的意義、性質、四則運算論述完備。例如：合分術（加法）、減分術（減法）、乘分術（乘法）、經分術（除法）、課分術（比較大小）、約分術（簡化分數）與平分術（平均數）。
《九章算术》出現負數概念，方程章為了配合方程術的算法，給出正負數的加、減法則。減法為「同名相除，異名相益，正無入負之，負無入正之」。加法為「異名相除，同名相益，正無入正之，負無入負之」。其中「除」是減，「益」是加，「無入」是指沒有對方，不過乘除法並未記載。
《九章算术》對自然數、分數、正負數以及一些特殊無理數給予一定的論述，基本上具備實數系統的雛形。

### 比例與盈虧算法
粟米章所述今有術，即是四項比例算法，按術文「以所有數乘所求率為實，以所有率為法，實如法而一」。
今有術在《九章算术》應用非常廣泛，為一種解題的基本算法。另一種常用的算法是衰分章的衰分術，為配分比例算法。其術文為：「各置列衰，副併為法，以所分乘未併者各自為實，實如法而一」。
《九章算术》以列衰的倒數為列衰，稱為反衰術。反衰術就是衰分術與反比例相結合的算分。而衰分術與反衰術相結合的算法，就是均輸章的均輸術。《九章算术》不但有正比例算法、而且還有反比例算法、複比例算法、連比例算法以及配分比例算法。這些算法都是以今有術為基礎，發展而匯集起來的各種算法。
盈不足術是中國古代一種解算術難題的算法。一般算術應用題，都有確切答案。盈不足術為了推算答案，預先設立一個數字作為答案，依題目核算，若結果合問題，所設之數就是答案；若不合問，非盈即不足；通過兩次假設，即可利用盈不足術求出答案。這類問題共有五種，即一盈一不足，兩盈、兩不足、一盈一適足、一不足一適足。《九章算术》則匯集這五種問題，並給出算法。
盈不足章除了擁有算術應用問題外，還包括一些初等超越方程問題，用這種模式算法解出前一類問題得到確切解，用以解後一類問題則得近似解。

### 求積與勾股
《九章算术》論述的幾何圖形，多為直線型和圓型的圖形，根據算田畝的需要，《九章算术》論述方田、圭田、邪田、箕田、圓田、弧田、環田及宛圓的面積算法。另外由於土木建築的需要，《九章算术》還有論述直線型立體和圓型立體圖形的體積算法，這些體積算法的編排，由簡單到複雜，形成獨特的理論體系。
勾股計算，《九章算术》分為四類問題。有勾股互求、勾股整數、勾股兩容、勾股相似。
勾股互求，即是已知勾股的一般線段，推求其他線段。勾股整數，即是《九章算术》給出推求勾、股、弦，都是整數的算法。勾股兩容，為推求勾股形內接正方形及內切圓的算法。勾股相似，為利用相似勾股形性質，進行簡單測遠、測高的算法。
《九章算术》對幾何問題的處理，分為三部分，有體積算法、面積算法、線段算法，分別隸屬於商功、方田、勾股三章。

### 開方與方程
《九章算术》列出的平方術、開立方術以及線性方程組的解法，可以看作中國古代代數學的主要內容。《九章算术》記載的這些算法非常詳盡，經由這些論述，可以了解中國古代代數學發展的成果。
開平方術、開立方術，不但可以解出二項二次方程、二項三次方程，而且可以解出一般的二次數值方程和三次數值方程。它是中國古代解出高次數值方程的基礎，在數學的發展也有重要地位。
方程章所論「方程」，地位相當於今天線性方程組。所論「方程術」，為所謂「直除法」。「直除」是連續相減的意思或累減的意思，「直除法」為連續相減消元法，在理論上、算法上與今天加減消元完全一樣。
在方程章所列十八題中，有的相當於二元一次方程組，有的相當於三元一次方程組，也有的相當於五元一次方程組。其中第十三題為：「今有五家共井，甲二綆不足，如乙一綆；乙三綆不足，如丙一綆；丙四綆不足，如丁一綆；丁五綆不足，如戊一綆；戊六綆不足，如甲一綆。如各得所不足一綆，皆逮。問井深，綆長各幾何」。所問是六個未知數之值，依題意只能列出五個一次方程，可見這是世界上最早的一次不定方程組。

## 影響

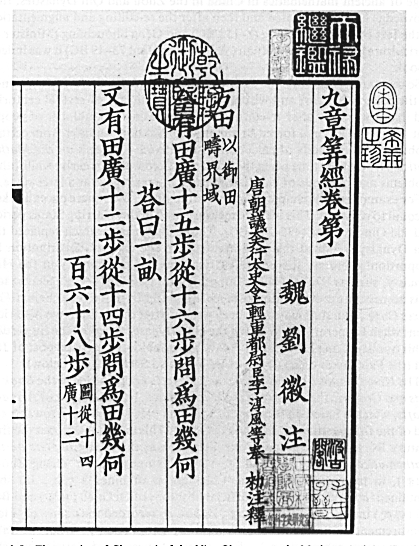
九章算術影宋本

《九章算术》总结了自先秦以来的中国古代数学，它既包含了以前已经解决了的数学问题，又有汉朝时新发现的数学成就。一般认为，它在数学史上，标志着中国古代数学体系的形成，是中国古代数学体系的初期代表作。
《九章算术》問世之前的中國先秦典籍中，記錄了不少數學知識，但是卻沒有《九章算术》的系統論述，尤其是由易到難、由淺入深、從簡單到複雜的編排體例，從而形成中國傳統數學的理論體系。因而後世的中國數學家，都是從此開始學習和研究，唐、宋時，為國家明令規定的教科書，北宋時由政府刊刻，又是世界上最早的印刷本數學書。
《九章算术》中有许多数学问题都是世界上记载最早的。例如，关于比例算法的问题，它和后来在16世纪西欧出现的三分律的算法一样。关于双设法的问题，在阿拉伯曾称为契丹算法，13世纪以后的欧洲数学著作中也有如此称呼的，这也是中国古代数学知识向西方传播的一个证据。
《九章算术》对中国古代的数学发展有很大影响，这种影响一直持续到了清朝中叶。《九章算术》的叙述方式以归纳为主，先给出若干例题，再给出解法，不同于西方以演绎为主的叙述方式，中国后来的数学著作也都是采用叙述方式为主。历代数学家有不少人曾经注释过这本书，其中以刘徽和李淳风的注释最有名。
《九章算术》隋、唐時，流传到了日本和朝鲜，对其古代的数学发展也产生了很大的影响，之後更遠傳到印度、阿拉伯和歐洲，現已譯成日、俄、英、法和德等多種文字版本。

## 译本
- 俄译本：
- 德译本：Chiu Chang Suan Shu, Neun Bucher Arithmetischer Technik, Ubersetzt von K.Vogel, F.Verlag 1968
- 英译本：The Nine Chapters on the Mathematical Art, Companion and Commentary Translated and edited by Shen Kangshen（沈康身）, John Crossley and Anthony Lun ISBN 978-0-19-853936-0, Oxford University Press
- 法译本：Chemla, Karine, and Shuchun Guo. . Les neuf chapitres: le classique mathmatique de la Chine ancienne et ses commentaires. 2004 Paris: Dunod.
- 日译本：

### 引用
1. ↑  . 中華民國國家教育研究院 教育部重編國語辭典修訂本.   [2023-11-23]. （原始内容存档于2023-11-23）.
2. ↑  . 線代啟示錄.   [2023-11-23]. （原始内容存档于2023-11-23）.
3. ↑  王子今. . . 2009: 346–348.
4. ↑  漢 張蒼等 (编). .   [2023-11-23]. ISBN 9787229104238. （原始内容存档于2023-11-23）.
5. 1 2 3 4 5 6 7 8 9 10 11 12  胡世慶. . . 2009: 822–831.
6. ↑  HPM通訊第七卷第一期 （页面存档备份，存于），台師大數學系碩士班研究生 張復凱
7. 1 2 3 4 5 6 7 8 9 10 11 12 13 14 15 16 17  地球社編輯部. . . 1992: 515–531.
8. 1 2  龔書鐸. . . 2009: 177.